# Janus van Zeegen
Adrianus (Janus) van Zeegen Jr. (Amsterdam, 14 februari 1881- aldaar, 11 december 1966) was een Nederlands schilder. Hij was de zoon van Adrianus van Zeegen en de broer van Christine van Zeegen.

## Leven
Janus van Zeegen was actief als grafisch kunstenaar, tekenaar, wand- en plafondschilder, pastellist, schilder, en monumentaal kunstenaar. Van Zeegen signeerde zijn werken vaak als 'A. van Zeegen jr.'.
Als kunstenaar was hij autodidact en actief in Nieuwer-Amstel van 1910 tot 1910 en vervolgens in Amsterdam van 1911 tot 1966. 
Hij was vaak te vinden in Artis, de dierentuin in Amsterdam, waar hij veel inspiratie opdeed, met name in het aquarium. Zijn frequente bezoeken aan ARTIS brachten hem in contact met Portielje, destijds directeur van de levende have van Artis, en resulteerden in een hechte vriendschap tussen hen.
Adrianus van Zeegen staat bekend om zijn onderwaterschilderijen. Zijn portretten werden altijd uitgevoerd in krijt of pastel. Zijn werk tot 1911 was voornamelijk figuratief en vanaf 1912 meer abstract. Vanaf 1916 ging hij op zijn schilderijen nieuwe materialen gebruiken, zoals zand, marmerslijpsel en een gasbrander, waardoor hij beschouwd kan worden als voorloper van de experimentele kunst. Zelf noemde hij het 'plastische beeldbewerking'.
Van Zeegen was een autodidact, maar ontving advies van gerenommeerde kunstenaars zoals Jan Sluijters en Jan Toorop tussen 1907 en 1915. Hij was lid van verschillende kunstenaarsverenigingen, waaronder de Hollandse Kunstenaarskring (Amsterdam), Arti et Amicitiae (Arti, Amsterdam), Vereeniging Sint Lucas (Amsterdam), Het Signaal en De Brug. Op zijn 60e kreeg Van Zeegen een jubileumexpositie in het Rijksmuseum.
Hij werkte ook samen met zijn zus Christine: Janus maakte lijntekeningen van motieven uit de flora en fauna die hierna door Christine werden omgezet in borduurwerk.
- Biografisch Portaal: 03452611
- Gemeinsame Normdatei: 1330155629
- International Standard Name Identifier: 0000 0003 9153 6662
- Nederlandse Thesaurus van Auteursnamen: 270087982
- RKD-Nederlands Instituut voor Kunstgeschiedenis: 86220
- Union List of Artist Names: 500763861
- Virtual International Authority File: 285340768